# Лиссендорф
Лиссендорф (нем. Lissendorf) — община в Германии, в земле Рейнланд-Пфальц. 
Входит в состав района Вульканайфель. Подчиняется управлению Обере Килль.  Население составляет 1110 человек (на 31 декабря 2010 года). Занимает площадь 10,37 км².